# Vesperopterylus
Vesperopterylus („křídlo soumraku“) byl rod malého pterosaura z čeledi Anurognathidae, žijícího zhruba před 122 miliony let (spodní křída) na území severovýchodní Číny (provincie Liao-ning). Mezi jeho příbuzné patřily rody Batrachognathus a Anurognathus.

## Popis
Tento rod měl reverzní první prst na spodní končetině, který vesperopterylům umožňoval žít na stromech a přidržovat se větví, podobně jako to dělají mnozí dnešní ptáci. Měl také relativně krátký ocas.
Podle nových výzkumů byli tito specializovaní pterosauři patrně vývojem přizpůsobení k lovu hmyzu a jiných bezobratlých za horších světelných podmínek (při soumraku a v noci).